# Oksifenonijum bromid
Oksifenunijum bromid je kvaternarni amonijum antiholinergijski agens sa perifernim nuspojavama sličnim atropinu. On se koristi kao pomoćni lek u tretmanu čira želuca i čira na dvanaestopalačnom crevu.

## Spoljašnje veze
|  | Molimo Vas, obratite pažnju na važno upozorenje u vezi sa temama iz oblasti medicine (zdravlja). |